# Pesten (kaartspel)
Pesten is een traditioneel kaartspel, waarvan de regels plaatselijk sterk variëren. Het is verwant aan het Amerikaanse spel Crazy Eights. Internationaal staat het Nederlandse pesten bekend als Mau-Mau, wat in andere landen weer andere namen heeft. Omdat de regels sterk verschillen per regio, huishouden of zelfs per persoon is het aan te raden vooraf af te spreken welke regels gehanteerd worden.

## Algemene regels
- Alle 52 kaarten van het kaartspel plus de jokers worden gebruikt.
- Er kunnen meer pakjes kaarten tegelijk worden gebruikt.
- Alle spelers krijgen een gelijk aantal kaarten, bijvoorbeeld zeven.
- De spelers leggen om de beurt een kaart af op een centrale aflegstapel.
- De af te leggen kaart moet qua waarde of kleur gelijk zijn aan de bovenste kaart van de aflegstapel.
- Degene die als eerste al zijn kaarten kwijt is, is de winnaar.
- Wanneer een speler niet kan spelen, moet de speler een kaart van de trekstapel nemen. Als de trekstapel leeg is wordt de aflegstapel (met uitzondering van de kaart die op dat moment bovenop ligt) opnieuw geschud en gebruikt als nieuwe trekstapel.
- Elke keer als de speler nog maar één kaart heeft, moet de speler kloppen of 'laatste kaart' roepen, bij verzuim moet de speler strafkaarten pakken. Vaak zijn dit twee of vijf strafkaarten. Dat is ook het geval bij een valse klop als de speler nog twee of meer kaarten heeft.
- Of men wel of niet met een pestkaart mag eindigen is afhankelijk van de vooraf afgesproken regels. Een pestkaart is een kaart waar een speciale functie aan is gegeven. In sommige gevallen wordt alleen de Joker of alleen 2, 8 en Joker en de boer bedoeld. Wanneer de speler wel met een pestkaart eindigt moet die persoon 5 kaarten van de trekstapel pakken.

## Speciale kaarten
Vanwege het grote aantal variaties in de spelregels wordt hieronder per kaart een (niet uitputtende) lijst met mogelijke functies gegeven. Over het algemeen zijn de 3, 4, 6, 9 en Vrouw in de meeste spellen geen pestkaart; deze kaarten worden derhalve niet in het onderstaande overzicht besproken. Dat wil niet zeggen dat er in sommige varianten niet toch speciale regels aan deze kaarten kunnen zijn verbonden.
Aas
- De volgorde waarin de spelers aan de beurt komen, keert om ("aas draai"). Wanneer met twee spelers gespeeld wordt, is er uiteraard slechts één volgorde en heeft draaien geen effect. In sommige varianten mag, om de Aas ook met twee spelers speciaal te houden, in dat geval de speler nog een kaart opgooien. Deze "aas nog een keer"-regel wordt soms ook met meer dan twee spelers gebruikt in plaats van "aas draai", meestal omdat men draaien (te) verwarrend vindt.

2
- De volgende speler pakt twee kaarten van de trekstapel.

5
- Wanneer een 5 opgegooid wordt, moet de volgende speler een Vrouw opgooien. Indien hij deze niet heeft, moet hij net zo lang kaarten pakken van de trekstapel tot hij een Vrouw heeft ("vijf pak een wijf"). Het probleem met deze regel is dat wanneer alle Vrouwen bij andere spelers in de hand zitten, de speler de gehele stapel moet pakken (en daar stopt hij dan). Wanneer de volgende speler vervolgens niet kan, is er geen stapel om van te pakken. Deze regel wordt daarom vaak weggelaten of men gebruikt de alternatieve regel "Vijf blijf", waarbij als er een 5 wordt opgegooid, de betreffende speler nogmaals een kaart mag opgooien.

7
- De speler die deze kaart speelt, mag nog een kaart van dezelfde kleur óf een andere zeven opgooien (in dat laatste geval mag hij vanzelfsprekend nog een keer opgooien). Deze regel wordt ook wel "zeven (blijft) kleven" of "zeven nog even" genoemd.
- De speler die deze kaart speelt, mag alle kaarten die hij heeft van dezelfde kleur opgooien of verdergaan met een andere zeven ("zeven alles geven").

8
- De volgende speler moet een beurt overslaan ("acht wacht"). Wanneer met twee spelers gespeeld wordt, heeft dit tot gevolg dat dezelfde speler opnieuw aan de beurt is.

10
- De volgende speler moet zijn kaarten aan de andere spelers laten zien ("tien laat je kaarten zien").
- Iedere speler legt een kaart ondersteboven neer schuift hem tegelijkertijd naar hun eigen volgende speler ("tien wasmachien" met één kaart).
- Iedere speler geeft al zijn kaarten (in de speelrichting) door aan de volgende speler ("tien wasmachien" met alle kaarten).

Boer
- De speler kan de op dat moment leidende kleur veranderen naar een andere kleur. De speler bepaalt wat de nieuwe kleur wordt: ruiten, klaver, schoppen of harten. In principe mag alleen de Boer gespeeld worden van de leidende kleur, al zijn er wat kindvriendelijke versies waarin de boer van elke kleur gespeeld mag worden. Daarnaast moet een andere kleur gekozen worden dan de tot dan toe leidende kleur, wat nadelig kan zijn als de speler naast de Boer nog slechts één kaart heeft en men niet mag uitgaan met een speciale kaart. Ook deze regel kan genegeerd worden om het spel simpeler te maken.
- De speler die de Boer speelt na een Joker of een 2, hoeft geen strafkaarten te pakken. Dit is een aanvullende regel op bovenstaande.

Heer
- De volgorde waarin de spelers aan de beurt komen, keert om ("heer keer"). Dit is hetzelfde als "aas draai". Meestal worden niet beide kaarten in één spel als keerkaart gebruikt.
- De speler die deze kaart speelt, mag nog een kaart van dezelfde kleur óf een andere heer opgooien (in dat laatste geval mag hij vanzelfsprekend nog een keer opgooien). Dit wordt ook wel aangeduid met "heertje nog een keertje". Deze regel is vergelijkbaar met "zeven kleven". Ook hier worden meestal niet beide kaarten in één spel in dezelfde functie gebruikt.

Joker
- De volgende speler pakt (meestal) vijf kaarten van de trekstapel. Een Joker mag op alle kaarten worden gegooid.

## Opgooien na pakken
Wanneer de speler niet kan, moet hij een kaart pakken. Het kan voorkomen dat de kaart die de speler van de trekstapel pakt, wél past op de aflegstapel. In sommige varianten mag deze kaart dan meteen opgelegd worden, terwijl dat in andere varianten niet is toegestaan. Hetzelfde geldt voor het pakken na een 2, waarbij men soms wel of soms niet meteen mag opgooien. Bij een Joker gelden nog andere regels. Omdat er na een Joker geen 'normale' kaart boven op de aflegstapel ligt, moet er een nieuwe kleur bepaald worden. In sommige varianten mag de speler die de Joker opgooide dit doen, in andere varianten is dat de speler ná de speler die moest pakken (hij bepaalt dan de kleur door op te gooien).

## Optionele regels
- Optellen: Op een kaart waarbij de volgende speler moet pakken (2 en Joker) mag nog een 'pakkaart' gegooid worden. Het totaal te pakken kaarten voor de volgende speler wordt opgeteld. Een voorbeeld: Speler A gooit een Joker, Speler B gooit een 2. Speler C heeft geen Joker en geen 2 en moet dus zeven kaarten pakken. In sommige gevallen mag een 2 niet op een Joker en vice versa. De 'optelregel' wordt in de meeste spellen gebruikt, maar soms is de volgende speler altijd verplicht te pakken (dan spreken we dus van niet optellen).
- Pokerjoker: Dit is een variant op de 'optelregel'. Wanneer een speler een Joker opgooit, moeten de volgende spelers een twee opgooien om zich 'vrij te spelen' (dus geen andere Joker). Wanneer men (door het optellen) weer uitkomt bij de speler die in eerste instantie de Joker opgooide, moet hij pakken van de stapel, ook als hij zelf nog een twee heeft (de overige spelers hebben zich immers al 'vrijgespeeld').
- Keerkaart op koopkaart: Wanneer een speler eigenlijk zou moeten pakken door een Joker of een 2, kan hij, wanneer deze regel gebruikt wordt, ook een keerkaart opgooien. De speelrichting draait om, waardoor de speler die in eerste instantie de pestkaart had opgegooid moet pakken (tenzij hij nog zo een kaart heeft en met de 'optelregel' gespeeld wordt).
- Strafkaarten: Wanneer een speler de regels overtreedt, moet hij (afhankelijk van de spelvariant) 1, 2 of 5 kaarten pakken. Voorbeeld 1: Speler A gooit als laatste kaart een Aas op. Dit is een pestkaart en mag niet als laatste kaart gespeeld worden. Nu moet hij strafkaarten pakken. Vaak zijn dit 2 strafkaarten. Voorbeeld 2: Speler B vergeet te kloppen/laatste kaart te roepen en gooit zijn laatste kaart neer. Nu moet hij strafkaarten pakken. Hier zijn het ook vaak 2 strafkaarten.
- Inbreken: Wanneer een speler een kaart oplegt, en een andere speler eenzelfde kaart in de hand heeft, mag deze in het spel inbreken en deze voor de beurt van de volgende speler opleggen. Lukt dit, dan is de beurt aan de speler na de inbreker. Deze regel is hetzelfde als in het gerelateerde kaartspel Uno.
- Afleggen na pakken: Als men geen kaart kan afleggen, en de eerste kaart die men pakt wel af kan leggen, mag men die afleggen. Als men een kaart moet pakken vanwege een joker of een twee, en de eerste kaart is een joker of een twee, mag men die afleggen.

- Gemeinsame Normdatei: 4531212-6